# امتدادات تنقيب البيانات
توابع تعدين البيانات، (DMX) هي لهجة استعلام لنماذج التنقيب عن البيانات التي يدعمها منتج مايكروسوفت SQL Server Analysis Services.
مثل SQL ، فهو يدعم لهجة تعريف البيانات ولهجة معالجة البيانات ولهجة استعلام البيانات، وكلها الثلاثة مع بناء جملة تشبه SQL. بينما تعمل عبارات SQL على جداول علائق، تعمل عبارات DMX على امثله التنقيب عن البيانات. وبالمثل، يدعم خادم قاعدة البيانات لهجة MDX لقواعد المعلومات OLAP. يتم استخدام DMX لإنشاء امثله التنقيب عن البيانات وتمهيدها، ولتصفحها وإدارتها والاستشعار بها. يتكون DMX من عبارات لهجة تعريف البيانات (DDL)، وعبارات لهجة معالجة البيانات (DML)، والوظائف والمشغلين.

## استفسارات
تتم صياغة استعلامات DMX باستعمال تحديد. يمكنهم استطلاع المعلومات من نماذج التنقيب عن البيانات الحالية بطرق مختلفة.

## لغة تعريف البيانات
يمكن استخدام جزء لغة تعريف البيانات (DDL) من DMX
- إنشاء نماذج جديدة لاستخراج البيانات وهياكل التعدين - CREATE MINING STRUCTURE, CREATE MINING MODEL هيكل تعدين، وإنشاء نموذج تعدين
- حذف نماذج التنقيب عن البيانات وهياكل التعدين الحالية - DROP MINING STRUCTURE, DROP MINING MODEL
- تصدير واستيراد هياكل التعدين - EXPORT, IMPORT واستيراد
- نسخ البيانات من نموذج تعدين إلى آخر - SELECT INTO

يمكن استخدام جزء لغة معالجة البيانات (DML) من DMX
- نماذج تعدين القطار - INSERT INTO
- تصفح البيانات في نماذج التعدين - SELECT FROM
- قم بعمل تنبؤات باستخدام نموذج التعدين - SELECT . . . FROM PREDICTION JOIN

## مثال: استعلام تنبؤ
هذا المثال هو استعلام تنبؤ شخصي، والذي يتوقع للمشتري المعين ما إذا كان سيهتم بملحقات قروض المنزل.

## روابط خارجية
- مرجع ملحقات استخراج البيانات (DMX) ، (في MSDN )

لم يتم العثور على روابط لمواقع التواصل الاجتماعي.